# Samuel Costa
Samuel Gonçalves Costa (São Paulo, 8 de fevereiro de 1985) é um diretor de arte e ex-ator brasileiro. Ficou conhecido ao protagonizar, aos 9 anos de idade, o filme O Menino Maluquinho em 1995 e sua continuação em 1998.

## Carreira
Samuel é formado em Publicidade. Foi diretor de arte na empresa McCann-Erikson entre 2004 até 2007. É diretor e sócio da agência e produtora de conteúdo Blues Filmes desde 2010.

## Filmografia

### Cinema
| Ano  | Título                           | Personagem          |
| ---- | -------------------------------- | ------------------- |
| 1995 | Menino Maluquinho - O Filme      | O Menino Maluquinho |
| 1998 | Menino Maluquinho 2 - A Aventura | O Menino Maluquinho |

### Televisão
| Ano  | Título                  | Personagem |
| ---- | ----------------------- | ---------- |
| 1998 | Malhação (4ª temporada) | Gafanhoto  |
| 1998 | Meu Bem Querer          | Pingo      |
| 2000 | Aquarela do Brasil      | Dirceu     |
| 2001 | A Turma do Pererê       | Queiroz    |

## Prêmios e indicações
| Ano  | Premiação                           | Categoria                       | Trabalho                    | Resultado | Ref.  |
| ---- | ----------------------------------- | ------------------------------- | --------------------------- | --------- | ----- |
| 1996 | Prêmio Guarani de Cinema Brasileiro | Melhor Revelação do Ano         | Menino Maluquinho - O Filme | Venceu    | [ 3 ] |
| 1996 | Prêmio APCA                         | Melhor Ator Revelação em Cinema | Menino Maluquinho - O Filme | Venceu    |       |